# Kodeks 0156
Kodeks 0156 (Gregory-Aland no. 0156) – grecki kodeks uncjalny Nowego Testamentu na pergaminie, paleograficznie datowany na VIII wiek. Nieznane jest obecne miejsce przechowywania rękopisu.

## Opis
Do dziś zachowała się jedna karta kodeksu (12 na 8 cm) z tekstem 2. Listu Piotra (3,2-10).
Tekst pisany jest dwoma kolumnami na stronę, w 21 linijkach w kolumnie.

## Tekst
Grecki tekst kodeksu przekazuje Tekst aleksandryjski. Kurt Aland zaklasyfikował go do kategorii II.

## Historia
Kodeks datowany jest na VIII wiek.
Rękopis był widziany w Kubbat al-Chazna, w Damaszku, obecne miejsce jego przechowywania jest nieznane.